# Fan
En fan er en fanatiker eller tilhænger af eksempelvis en fodboldklub, en musikgruppe eller en stor personlighed, en film eller videospil. Det man er fan af er som regel også ens idol eller forbillede.
I forlængelse heraf er begreberne fangirl/fanboy opstået. De henviser til hhv. en kvindelig og mandlig fan, som er ekstraordinært dedikeret.
| Kultur | Spire Denne artikel om kultur er en spire som bør udbygges. Du er velkommen til at hjælpe Wikipedia ved at udvide den. |